# Мозес, Эммануэль
Эммануэль Мозес (фр. Emmanuel Moses; род. 21 октября 1959, Касабланка) — французский поэт, прозаик, переводчик.

## Биография
Сын философа Стефана Мозеса и художницы Лилиан Клапиш. В 1969 уехал с родителями в Израиль. В 1986 вернулся во Францию. Дебютировал как поэт, позже опубликовал несколько романов и сборников новелл. Переводит новейшую поэзию Израиля (Агнон, Давид Фогель, Дан Пагис, Иехуда Амихай и др.), издал несколько её антологий. Также переводил с немецкого (Петер Хухель) и английского (Раймонд Карвер).

## Произведения

### Стихи
- Еда на ужин/ Le Repas du soir (1988)
- Ремесла/ Métiers (1989, премия Поэтическое призвание)
- Les bâtiments de la Compagnie asiatique (1993, премия Макса Жакоба)
- Opus 100 (1996)
- Настоящее/ Le Présent (1999)
- Последние новости от господина Ничто/ Dernières nouvelles de Monsieur Néant (2003, англ. пер. 2004)
- Figure rose (2006, премия Французской Академии)
- D’un perpétuel hiver (2009)
- L’animal (2010)
- Прелюдии и фуги/ Préludes et fugues (2011)
- Comment trouver comment chercher (2012)
- Темное как время/ Sombre comme le temps (2014)

### Романы
- Papernik (1992, нем. пер. 1993)
- Танец пылинок в солнечном свете/ La danse de la poussière dans les rayons du soleil (1999, нем. пер. 2000)
- Чёрный вальс/ Valse noire (2000)
- Воображаемая жизнь Поля Аверроэса/ La vie rêvée de Paul Averroès (2001)
- Les Tabor (2006)
- Martebelle (2008)
- Le rêve passe (2010)
- Ce jour-là (2013)

### Рассказы
- Un homme est parti (1989)
- Adieu Lewinter (2000)

## Признание
Премия Нелли Закс за перевод и др. премии. Две книги стихов Эммануэля Мозеса вышли на английском языке.